# Bei uns und um die Ecke
Bei uns und um die Ecke ist eine sechsteilige deutsche Kinder- und Familienserie der ARD zum sechzigsten Jahrestag des Grundgesetzes der Bundesrepublik Deutschland. In sechs Folgen a 15 Minuten geht es um Alltagsgeschichten einer Familie, die irgendwie auch mit dem Grundgesetz zu tun haben.
Diese alltäglichen Geschichten handeln nebenbei auch „von der Würde des Menschen, vom Recht auf freie Meinungsäußerung und vom Recht, wegen einer Behinderung nicht diskriminiert zu werden.“
Für Regisseur Bernd Böhlich, der für seine Fernseharbeiten bereits zweimal mit dem Adolf-Grimme-Preis ausgezeichnet wurde, war es wichtig „dass aus dem Projekt nicht so eine bedeutungsvolle, staatstragende Geschichte wird“ er wollte vor allem „Kinder dafür interessieren, was unsere Gesellschaft zumindest juristisch zusammenhält“.
Und das scheint gelungen, meint der Eltern-TV-Ratgeber Flimmo: „So gelingt es dem Film auf ebenso unterhaltsame wie anschauliche Art und Weise aufzuzeigen, wo es im Alltag Berührung mit den Grundrechten gibt, auch wenn man es manchmal gar nicht bewusst merkt.“
Alle Folgen sind als Video im Online-Angebot des SWR Kindernetz abrufbar. Dazu gibt es viel Serien-Infos und eine „grundgesetzliche“ Vertiefung zum Thema.

## Handlung
Im Mittelpunkt steht die Familie Grundmann: Linda (14 Jahre) und Moritz (8 Jahre), ihre Eltern Ina und Maximilian Grundmann und ihr Opa Konrad Schramm. Den Grundmanns gehört das Ecklokal „Konrads“, das in Halle an der Saale liegt. Moritz und Linda gehen in die Schule und treffen sich nachmittags mit ihren Freunden oder gehen ihren Hobbys nach: Moritz spielt leidenschaftlich gern Fußball und Linda singt in einer mittelalterlichen Schulband, wenn sie nicht gerade für die Schülerzeitung schreibt oder sich mit ihrer Clique trifft. Und ihre Eltern sind verständnisvoll und partnerschaftlich. Aber sie machen auch Fehler, etwa wenn sie Mos sehnsüchtig erwarteten Familienausflug kurzfristig platzen lassen oder ungefragt Lindas Tagebuch lesen.

## Episoden
Die einzelnen Episoden beziehen sich auf folgende Artikel des Grundgesetzes:
1. Artikel 1: „Menschenwürde“
2. Artikel 2: „Recht auf freie Entfaltung“
3. Artikel 3: „Diskriminierungsverbot“
4. Artikel 5: „Meinungsfreiheit“
5. Artikel 6: „Aufsichtspflicht“
6. Artikel 10: „Briefgeheimnis“

### Artikel 1: „Menschenwürde“
Der achtjährige Moritz Grundmann ist begeisterter Fußballspieler. Er kickt im Fußballteam seiner Schule und fiebert bereits dem Endspiel der Schüler-Meisterschaft entgegen. Doch da kommt Kevin, der Neue in seiner Klasse ins Team und macht Moritz große Konkurrenz. Kevin ist ein prima Stürmer. Er ist nicht nur taktisch besser als Moritz, sondern auch noch sehr schnell. Allerdings hat er eines nicht: die richtigen Fußballschuhe für das Turnier. Und die coolen, roten Fußballschuhe, kann sich Kevin nicht leisten.

### Artikel 2: „Recht auf freie Entfaltung“
Linda (14 Jahre) ist Sängerin in einer Schulband. Sie machen Fantasy-Folk-Musik und da passt es ganz gut, wenn sie sich zu den Bandproben auch entsprechend kleidet. Das gefällt Linda und so schminkt sich Linda auffällig und zieht sich dunkle Klamotten an – und nicht nur zur Bandprobe. Das sorgt in ihrem familiären und schulischen Umfeld für ziemlich viel Stress. Aber Linda kämpft für ihre Rechte.

### Artikel 3: „Diskriminierungsverbot“
Linda hat Geburtstag und will eine große Geburtstagsparty feiern. Ihre erste große Party. Dafür lädt sie Peter ein, den sie in einem Chat kennengelernt hat. Er soll auf ihrer Party Platten auflegen und vor allem Lindas Freundinnen beeindrucken. Peter ist nämlich nicht nur sehr nett, sondern auch äußerst attraktiv. Am Tag der Party sehen sich Linda und Peter das erste Mal. Und Linda ist schockiert: Peter sitzt im Rollstuhl. Linda ist verletzt und fühlt sich hintergangen.

### Artikel 5: „Meinungsfreiheit“
Linda setzt sich für mehr Gerechtigkeit im Unterricht bei Lehrer Wolfgang Schuckmann ein. Sie findet seine Methoden fies und ungerecht und will sich von ihm nicht einschüchtern lassen. Da veröffentlicht sie mit ihren Freunden ein Lehrervoting in der Schülerzeitung. Die Ergebnisse sind nicht überraschend: Schuckmann wird auf den letzten Platz gewählt. Der Lehrer will das Veröffentlichen der Umfrageergebnisse verhindern. Doch Linda und ihre Freunde finden einen Weg, ihr Recht auf freie Meinungsäußerung zu verteidigen.

### Artikel 6: „Aufsichtspflicht“
Moritz und sein Freund Justin fiebern einem Ausflug entgegen: Sie wollen mit Ina und Max Grundmann sowie mit Opa Konrad Schramm einen Ruderboots-Ausflug machen. Doch die Pläne der Erwachsenen ändern sich mal wieder und aus dem Ausflug wird nichts. Moritz und Justin sind sehr enttäuscht. Kurzerhand machen sich allein auf den Weg und begeben sich dabei in Gefahr.

### Artikel 10: „Briefgeheimnis“
Bei einem Streit zwischen Moritz und Linda lässt Moritz seine Schwester auffliegen: Er hat das Tagebuch von Linda gelesen und verrät der Mutter, dass Linda in Lehrer Lammers verliebt sei und ihn geküsst hätte. So hat er es gelesen. Ina Grundmann schnappt sich das Buch und ist schockiert: Hat Linda wirklich ein Verhältnis mit dem Deutschlehrer? Ohne zu zögern, geht Ina der Sache auf den Grund und bringt Linda damit in eine äußerst peinliche Situation.

## Nominierungen
- Goldener Spatz 2009
- Weisser Elephant 2009
- Erich-Kästner-Preis 2009